# Telekom Malaysia

TM Firmensitz in Kuala Lumpur

Telekom Malaysia (TM) ist ein malaysisches Unternehmen mit Firmensitz in Kuala Lumpur.
Das Unternehmen ist in der Telekommunikationsbranche tätig. Der Sitz befindet sich im Hochhaus Menara Telekom. Gegründet wurde das Unternehmen 1984. Seit 1990 ist das Unternehmen an der Bursa Malaysia gelistet.
1994 wurde vom Unternehmen die private Multimedia University in Malakka gegründet. Der höchste Fernsehturm Malaysias, der Menara Kuala Lumpur ist Eigentum des Unternehmens.

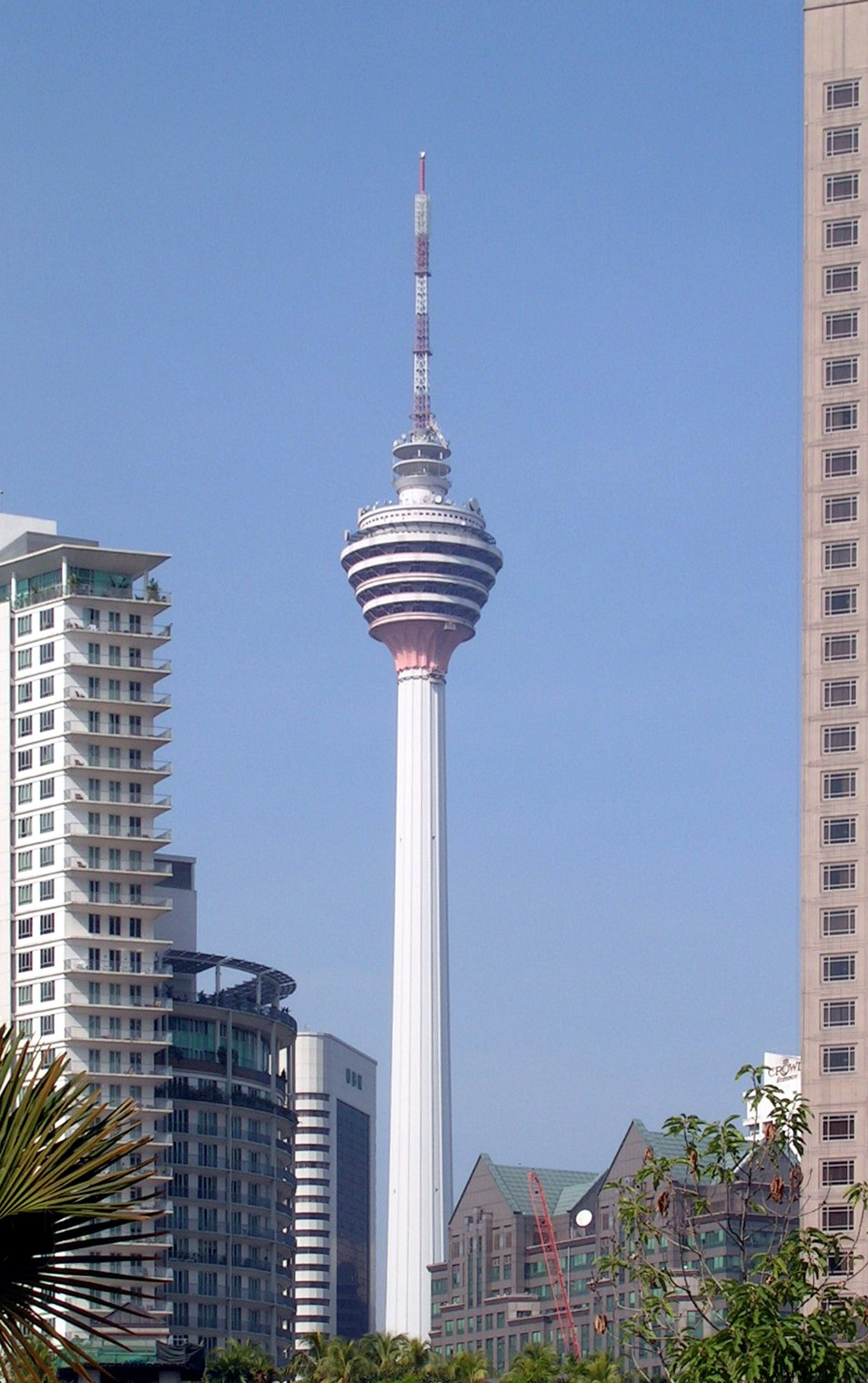
Höchster Fernsehturm Malaysias Menara Kuala Lumpur